# Ferreñafe (provincie)
Ferreñafe is de kleinste van de drie provincies in de regio Lambayeque in Peru. De provincie heeft een oppervlakte van 1.579 km² en heeft 106.600 inwoners (2015). De hoofdplaats van de provincie is het district Ferreñafe; twee van de zes districten vormen eveneens de stad (ciudad) Ferreñafe.
De provincie grenst in het noorden aan de regio Piura, in het oosten aan de regio Cajamarca, in het zuiden aan de provincie Chiclayo en in het westen aan de provincie Lambayeque.

## Bestuurlijke indeling
De provincie Ferreñafe is onderverdeeld in zes districten, UBIGEO tussen haakjes:
- (140202) Cañaris
- (140201) Ferreñafe, hoofdplaats van de provincie en deel van de stad (ciudad) Ferreñafe
- (140203) Incahuasi
- (140204) Manuel Antonio Mesones Muro
- (140205) Pitipo
- (140206) Pueblo Nuevo, deel van de stad (ciudad) Ferreñafe

Chiclayo · Ferreñafe · Lambayeque